# Путро, Моозес
Мо́озес Пу́тро (фин. Mooses Putro (Putronen); 30 октября 1848, Царскосельский уезд, Санкт-Петербургская губерния — 24 ноября 1919, Петроград) — ингерманландский композитор, музыкант, просветитель.

## Биография
Родился 18 октября (30 октября) 1848 года в деревне Кюллизи (фин. Kyllisi) прихода Туутари под Санкт-Петербургом в семье зажиточных ингерманландских крестьян. Родители: Матиас и Мария Путро, урождённая Кайпиайнен.
В 1863 году окончил церковную воскресную школу и поступил в Колпанскую учительскую семинарию.
В 1866 году получил свидетельство о квалификации учителя и кантора-органиста, работал учителем в Дудергофской церковной школе.
В 1867 году учился в Лифляндской рыцарской семинарии в Валге,
В 1868 году был вольнослушателем в Ювяскюльской семинарии. Затем, до 1872 года преподавал в Колпанской семинарии.
В 1872—1885 годах работал учителем в Санкт-Петербургской высшей церковно-приходской школе, затем, в этом же приходе, — старшим преподавателем в начальной церковной школе.
В 1874—1878 годах учился в Петербургской консерватории Императорского Русского музыкального общества, окончил её по классу органа.
Помимо обучения в консерватории и педагогической деятельности в 1872—1879 годах работал кантором-органистом в Санкт-Петербургской финской церкви Святой Марии.
В 1879 году Моозес Путро женился на дочери купца Нанне Софье Ювонен. У них родился сын.
В 1885—1905 годах работал редактором газеты «Инкери».
Автор гимна Ингрии «Nouse, Inkeri», а также мелодий к церковным (лютеранским) гимнам. Путро внес огромный вклад в сохранение культуры ингерманландских финнов, в сборе их музыкального наследия.
Моозес Путро основал Финское песенное общество, председателем которого был на протяжении 47 лет, с 1872 года, до самой смерти в 1919 году.
Некоторое время был на выборных должностях в местных финских общественных объединениях, занимался и другой общественной деятельностью. Долгое время был экзаменатором на выпускных экзаменах по музыке в Колпанской семинарии. Опубликовал несколько сборников песен и музыкальных произведений.
Ещё при жизни Моозес Путро считался наиболее крупным деятелем ингерманландской культуры, а для самих ингерманландцев он был национальным героем.
24 ноября 1919 года, Моозес Путро пошёл проводить в последний путь одного из прихожан церкви святой Марии на «Финское кладбище» за Балтийским вокзалом (Митрофаньевское лютеранское кладбище) и не вернулся.

## Комментарии
1. ↑  Деревня Кюллизи располагалась к востоку от Дудергофа[5] и относилась к Царскосельскому уезду; не сохранилась, ныне — территория Виллозского городского поселения в Ломоносовском районе, Ленинградская область[6].